# دانشگاه بیلجینا
دانشگاه بیلجینا (به لاتین: University of Bijeljina) یک دانشگاه در بوسنی و هرزگوین است که در بیه‌لینا واقع شده است.